# Bloemenstad
Bloemenstad is een  vrijwilligersorganisatie uit Gent. 
In Bloemenstad organiseren vrijwilligers activiteiten en zomerkampen voor kinderen, jongeren en volwassenen met een verstandelijke beperking. 
Naast de kampweken die men organiseert, biedt Bloemenstad ook vormingen aan, zoals onder andere de basisvorming/cursus tot animator in het jeugdwerk.